# Bernadette Clement
Bernadette Clement, née le 17 mai 1965 à Montréal, est une avocate et femme politique canadienne.
Après des études en droit, elle travaille à Cornwall en Ontario comme avocate. Après trois mandats comme conseillère municipale, elle est nommée mairesse de cette ville en 2018, poste qu'elle conserve jusqu'à sa nomination au Sénat du Canada, le 22 juin 2021.

## Biographie
Née le 17 mai 1965 à Montréal, Bernadette Clement y est élevée par un père natif de Trinité-et-Tobago et une mère franco-manitobaine. Elle étudie le droit canadien à l'Université d'Ottawa, où elle complète des diplômes sur la common law canadienne et sur le droit civil du Québec. Elle est admise au Barreau de l'Ontario en 1991. Elle déménage ensuite à Cornwall en Ontario pour travailler à la future Roy McMurtry Legal Clinic, où elle atteint le poste de cheffe de la direction. Elle poursuit sa carrière dans cette firme jusqu'en juin 2021.
Elle est élue conseillère municipale de Cornwall en Ontario en 2006,. Elle fait trois mandats de conseillère municipale avant de postuler au poste de mairesse.
Clement fait deux campagnes politiques au niveau fédéral, en 2011 et 2015, sous les couleurs du Parti libéral du Canada, sans être élue.
En 2018, elle fait campagne pour occuper le siège de mairesse en insistant sur le développement d'une gestion plus collaborative de la ville et sur l'accélération du développement immobilier sur les berges du fleuve Saint-Laurent. Elle est élue mairesse de Cornwall le 22 octobre 2018. Femme noire, elle est la première femme et la première personne de couleur à occuper ce poste, ainsi que la première Canadienne noire à occuper un poste de mairesse en Ontario.
En juin 2021, elle est nommée au Sénat du Canada par le premier ministre du Canada Justin Trudeau. Membre du Groupe des sénateurs indépendants (GSI), Clement rejoint, en décembre 2022, l'équipe des facilitateurs du GSI en tant que coordonnatrice en chambre. Elle est élue député facilitateur six mois plus tard.
En novembre 2023, Bernadette Clement et Raymonde Saint-Germain « [auraient] été intimidées physiquement et verbalement [à la Chambre du Sénat canadien] par d'autres sénateurs » pendant un débat sur un projet de loi portant sur la tarification de la production de CO2 au Canada. De plus, des sénateurs conservateurs ont publié ce qui ressemble à un avis de recherche « pour demander aux gens d'appeler et de "harceler" » Clement et Chantal Petitclerc. Inquiète pour sa santé physique, Clement est relocalisée quelques jours dans le but de la protéger d'une agression potentielle puisque l'adresse de son domicile a été dévoilée par Andrew Scheer.